# Långe Erik
Der Långe Erik (deutsch „Langer Erik“) ist ein Leuchtturm auf der an der Nordspitze der schwedischen Ostseeinsel Öland gelegenen Insel Stora grundet.

Karte

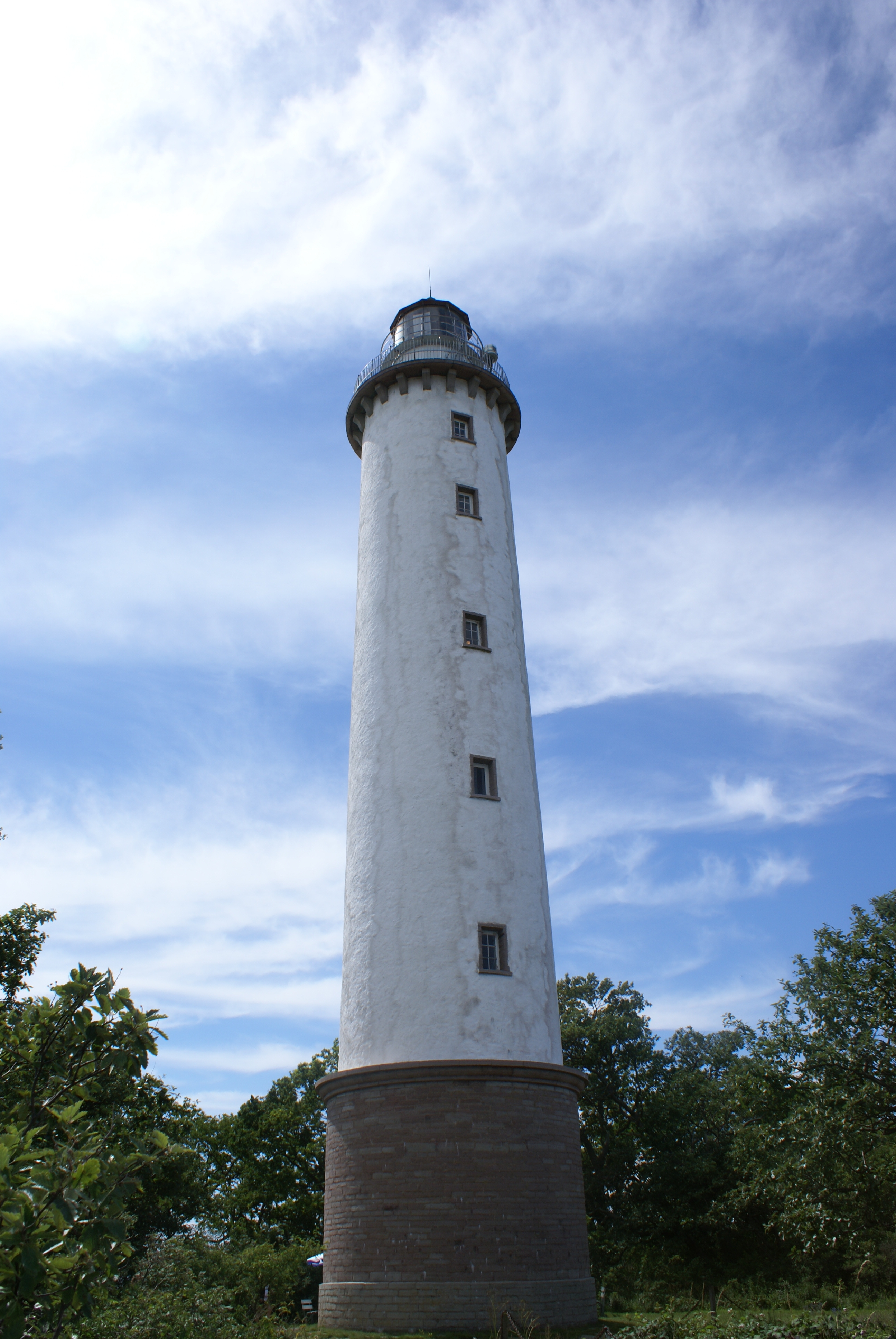
Långe Erik

Mit einer Höhe von 32 Metern ist er kleiner als sein Gegenstück, der Långe Jan an der Südspitze. Über 138 Treppenstufen ist der in 28 Metern Höhe befindliche Umlauf zu erreichen. Die Reichweite des Leuchtfeuers beträgt 13,8 Nautische Meilen (26 Kilometer). Seit 1935 ist er als Byggnadsminne eingestuft.
Der Turm wurde 1845 aus Kalkstein erbaut. Als erste Lichtquelle wurde eine mit Rüböl betriebene Lampe verwendet. 1895 wurde die Lampe durch eine Petroleumlampe mit Glühstrumpf ausgetauscht. Die Rotation erfolgte durch ein Lotuhrwerk, welches jeweils etwa nach einer Stunde wieder aufgezogen werden musste. Der diensthabende Leuchtturmwärter hielt sich daher während seines Dienstes praktisch immer oben im Leuchtturm auf. Um die Jahrhundertwende wurden die ursprünglich verwandten Folienlinsen durch Fresnellinsen ersetzt. 1910 wurde ein Nebelhorn eingebaut, welches bis 1985 in Betrieb war.
Mit der Elektrifizierung des Turms im Jahr 1947 wurde das Uhrwerk außer Betrieb genommen. Das Werk blieb jedoch bis heute erhalten.
Am Leuchtturm waren drei Personen beschäftigt, die mit ihren Familien in den am Fuße des Turms gebauten Häusern lebten. Erst seit 1965 ist Stora grundet über eine Brücke mit Öland verbunden.
Im Jahr 1976 wurde der Leuchtturm auf unbemannten Betrieb umgestellt. Seit Herbst 1991 ist die große Laterne des Turms außer Betrieb. Stattdessen leuchtet ein kleineres am Balkon befestigtes Licht.
Heute ist der in der Sommersaison begehbare Leuchtturm eine der bekanntesten Sehenswürdigkeiten Ölands. In unmittelbarer Nähe des Turms besteht etwas Gastronomie und ein Souvenirgeschäft.